# Urban fantasy
Urban fantasy (pol. fantasy miejska) – podgatunek literatury fantasy, którego akcja rozgrywa się w realiach wielkomiejskich. Specyficzny klimat utworów utrzymanych w tym gatunku jest spowodowany przez pozorną sprzeczność współistniejących tu – magii i techniki. Zazwyczaj realia wielkomiejskie dotyczą teraźniejszości, jednak zdarzają się też dzieła, których akcja rozgrywa się w przeszłości, przyszłości, lub w zupełnie odrębnym świecie. Bohaterowie tego typu historii często spotykają się z elementami typowymi dla high fantasy. 
Pionierami gatunku, w latach 80., byli: Charles de Lint, Emma Bull czy John Crowley.
Andrzej Sapkowski pisze o gatunku:

Urban fantasy (wymawia się „erben”), to jeden z subgatunków naszego ulubionego, jakże bogatego gatunku literackiego. Mianem urban fantasy określamy utwory utrzymane w poetyce pikarejsko-wielkomiejskich ballad, krzyżujące i godzące atmosfery kryminałów Chandlera z tymi rodem z West Side Story i z tymi z Pulp Fiction, tymi z ballad Leonarda Cohena i Stinga z tymi z tekstów i muzyki Marka Knopflera, Kurta Cobaina i Sida Viciousa. Utwory, w których magia wśród kwadrofonicznego łomotu rock and rolla i ryku Harleyów wkracza do betonowo-asfaltowo-neonowej dżungli naszych miast. Magia wkracza. Wraz z nią wkraczają mieszkańcy magicznych krain. Najczęściej po to, by cholernie narozrabiać.

Analogiczne utwory, których akcja dzieje się na wsi to rural fantasy. Przykładem mogą być Dziedziczki Andrzeja Pilipiuka lub seria książek o Jakubie Wędrowyczu. (Zobacz też: pastoral science fiction).